# Ted V. Mikels

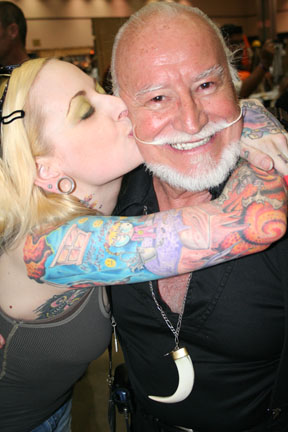
Ted V. Mikels mit Fan (2008)

Ted V. Mikels; eigentlich Theodore Mikacevich (* 29. April 1929 in Saint Paul, Minnesota; † 16. Oktober 2016 in Las Vegas, Nevada) war ein US-amerikanischer Filmemacher, Drehbuchautor und Produzent. Bekannt wurde er durch seine Trashfilme, darunter Astro-Zombies – Roboter des Grauens (The Astro-Zombies, 1968).

## Leben
Schon als Schüler betätigte Mikels sich als Amateurfotograf, der seine eigenen Filmaufnahmen in der Badewanne entwickelte. Als Achtklässler sollte er seine erste Rolle als Schauspieler in einem Film bekommen, in dem William Powell die Hauptrolle spielen sollte. Der Beginn des Zweiten Weltkriegs verhinderte diese Produktion. Mit fünfzehn Jahren war er regelmäßig als Bühnendarsteller tätig und entwickelte ein Interesse an der Filmproduktion. Zunächst versuchte er seine eigenen Auftritte zu filmen.
In den 1952 zog Mikels mit seiner Frau und seine Tochter von Portland nach Bend (Oregon), trat dort 1954 einer kleinen Theatergruppe den Bend Community Players bei und gründete 1955 seine eigene Filmproduktionsfirma. 1957 eröffnete er einen Haushaltswarenladen in Bend, der Mikels Home Furnishings hieß.
Er begann zunächst mit der Produktion pädagogischer Dokumentationen und kurzer dramatischer Filme. Darüber hinaus stellte er einige Hollywood-Film-Produktionen in Central Oregon her. Bevor er Bend in den frühen 1960er Jahren verließ, schrieb und produzierte Mikels dort seinen ersten Spielfilm, Strike Me Deadly.
Seit 1993 betreibt Mikels die TVM Studios, ein Film- und Video-Produktions-Studio in Las Vegas (Nevada). Am 28. August 2005 wurde er mit einem Zertifikat für seine Verdienste um die Filmindustrie ausgezeichnet. Im Jahr 2009 veröffentlichte McFarland & Company das Buch Film Alchemy: The Independent Cinema of Ted V. Mikels von Christopher Wayne Curry. Bekannt wurde Mikels auch durch seinen Lebenswandel. So lebte er zeitweilig in einem Harem in einem Schloss in Glendale (Kalifornien).
2010 erschien der Dokumentarfilm The Wild World of Ted V. Mikels von Kevin Sean Michaels, erzählt von Regisseur John Waters.

## Filmografie
- 1963: Strike Me Deadly
- 1964: Dr. Sex
- 1965: One Shocking Moment
- 1966: The Black Klansman
- 1968: Treffpunkt Los Angeles (Girl in Gold Boots)
- 1968: Astro-Zombies – Roboter des Grauens (The Astro-Zombies)
- 1971: Die Leichenmühle (The Corpse Grinders)
- 1972: Die Blutorgie der Satanstöchter (Blood Orgy of the She-Devils)
- 1973: Das Kommando der Frauen (The Doll Squad)
- 1976: Alex Joseph and His Wives
- 1982: Die Wilden Zehn (Ten Violent Women)
- 1987: War Cat
- 1991: Mission: Killfast
- 1997: Apartheid Slave-Women’s Justice
- 1998: Dimensions in Fear
- 2000: The Corpse Grinders 2 (DVD)
- 2002: Mark of the Astro-Zombies (DVD)
- 2004: Cauldron: Baptism of Blood (DVD)
- 2006: Heart of a Boy
- 2009: Demon Haunt (DVD)
- 2010: Astro Zombies: M3 – Cloned
- 2012: Astro Zombies: M4 – Invaders From Cyberspace (DVD[8])